# Anonconotus sibyllinus
Anonconotus sibyllinus är en insektsart som beskrevs av Galvagni 2002. Anonconotus sibyllinus ingår i släktet Anonconotus och familjen vårtbitare. Inga underarter finns listade i Catalogue of Life.